# Cricket Switzerland
Die Cricket Switzerland ist der Schweizer Cricket-Dachverband mit Sitz in Bern. Der im Jahr 1978 gegründete Verband vertritt seit 2021 die Schweiz beim Weltverband International Cricket Council (ICC) als Associate Member und seit 1997 beim Kontinentalverband European Cricket Council (ECC).

## Geschichte

Altes Logo (bis 2014)

Der Dachverband wurde am 9. März 1978 aus dem Engagement von sieben regionalen Cricket-Clubs in der Australischen Botschaft in Bern als Swiss Cricket Association gegründet. Erster Präsident war David Barmes von Geneva CC. Seit 1985 war der Verband beim International Cricket Council (ICC) als „Affiliate Member“ anerkannt.
Nachdem der Verband 2005 wegen finanziellen Problemen und knappen Ressourcen keine Nationalteams mehr bei ECC-Cups stellte, um sich stattdessen auf die nationale Nachwuchsförderung sowie die Schiedsrichterrekrutierung zu konzentrieren, konnte die SCC 2009 wieder Nationalteams für Veranstaltungen des ECCs stellen und spielte zuletzt in der dritten Division.
Im Juni 2012 wurde der Verband aus dem ICC ausgeschlossen, da sich 2010 ein zweiter Verband («Schweizerischer Cricket Verband») mit ursprünglich vier und inzwischen neun angeschlossenen Vereinen gegründet hat und für sich die Vertretung des Crickets in der Schweiz beansprucht. Aus diesem Grund kann der Verband zurzeit keine Nationalteams an Meisterschaften mehr stellen und erhält vom ICC auch keine Fördergelder mehr. Um die Mitgliedschaft wieder zu bekommen, muss der Verband gemäss ICC Mitglied von Swiss Olympic werden, um als zuständiger Cricketverband anerkannt zu werden. Bestrebungen zum Erwerb der Mitgliedschaft bei Swiss Olympic sind zurzeit am Laufen.
2014 wurde der Verband in die heutige Bezeichnung umbenannt.
Präsident ist seit 2011 Alexander Mackay, der sechste Präsident in der Geschichte des Verbands.

## Wettbewerbe
Der Verband hat 20 Vereine, die in einer 40-Over-Liga (unterteilt in 2 Gruppen: East und West) sowie im Mr. Pickwick T20 Cup, einem Twenty20-Cupwettbewerb, gegeneinander spielen. Daneben gibt es verschiedene Turniere wie das jährlich in St. Moritz stattfindende Cricket on Ice.
Ein Frauenwettbewerb existiert nicht, da sich Cricket in der Schweiz immer noch in der Aufbauphase befindet.

## Vereine Premier League 2015

### Eastern Division
- Berne CC
- Olten CC
- Power Winterthur CC
- Nomads CC
- Winterthur CC
- Royal CC
- St Gallen

### Western Division
- Geneva XI Stars CC
- Geneva International CC
- CERN CC
- Swiss Colts
- Uprising CC
- Cossonay CC

## Vereine Mr. Pickwick Cup 2015
Die Teams spielen zuerst in zwei Gruppen gegeneinander, wobei die beiden Erstplatzierten aus der Gruppenphase in die Halbfinals kommen.

### Group A
- CERN CC
- Cossonay CC
- Geneva SL CC
- Geneva XI Stars CC
- Geneva International CC
- Swiss Colts
- Uprising CC

### Group B
- Bern CC
- Power Winterthur CC
- Olten CC
- Winterthur CC
- Nomads CC
- Royal Zurich CC

(* Basel Wanderers CC)

## Vereine Premier League 2016

### Eastern Division
- Berne CC
- Olten CC
- Power Winterthur CC
- Nomads CC
- Winterthur CC
- Royal CC
- St Gallen

### Western Division
- Geneva CC
- Geneva XI Stars CC
- Geneva International CC
- CERN CC
- Swiss Colts
- Uprising CC
- Cossonay CC
- Geneva SL CC